# Клочков, Сергей Александрович
Сергей Александрович Клочков (род. 8 марта 1979, Гагарин, Смоленская область) — российский писатель-фантаст.

## Биография
Сергей Клочков учился в средней школе № 1 с 1986 года, окончил школу в 1996 году. После окончания школы обучался в МПГУ им. Ленина на географическом факультете с 1996 по 2001 год. После окончания работал по специальности (учителем биологии и географии) в посёлке Володарского, МО, после преподаватель географии в средней школе № 1 им. Ю. А. Гагарина 2006 год—настоящее время, город Гагарин. В это же время начал писать фантастические романы, первый из которых, «Лунь», был издан в серии S.T.A.L.K.E.R в 2010 году. В 2011 году вышли ещё два романа, составившие вместе с первым трилогию: «Фреон» и «Дар Монолита».